# Aysyt
Aysyt és el nom d'una deessa de la mitologia dels iacuts, l'encarnació de la deessa mare. Aysyt sorgeix de les arrels de l'arbre sagrat de Yryn-al-tojon, que funciona com a axis mundi. És la filla dels déu del cel Gok-Tengri i la deessa de la terra Toprak Ana. La seva funció bàsica és dotar d'una ànima als nens que neixen, portant-los així la vida real, i després els inscriu en el llibre daurat del destí on apareixeran els fets més importants de la seva vida. Per això el seu nom significa "qui dona naixença". Se la pot invocar en el moment del part, sigui en humans o en animals, per assegurar un naixement sense problemes.